# Foreign Exchange Station
Foreign eXchange Station (FXS) bezeichnet in der Telekommunikation ein Gerät, das in einem Telefonsystem angeschlossenen Endgeräten (FXO-Geräten) Telefondienste zur Verfügung stellt. Als solches erzeugt es unter anderem die Versorgungsspannung für die Endgeräte und das Klingelsignal. Telefonanschlussbuchsen sind FXS-Anschlüsse. An eine solche Buchse angeschlossene Geräte, also beispielsweise Telefone oder Modems, haben dagegen selbst FXO-Anschlüsse.